# Ивановка (Хойникский район)
Ивановка (бел. Іванаўка) — деревня в Стреличевском сельсовете Хойникского района Гомельской области Республики Беларусь.

## География

### Расположение
В 10 км на юг от районного центра и железнодорожной станции Хойники (на ветке Василевичи — Хойники от линии Гомель — Калинковичи), в 113 км от Гомеля.

## Транспортная сеть
Транспортные связи по просёлочной, а затем автодороге Довляды — Хойники. Планировка состоит из чуть изогнутой короткой улицы, ориентированной с юго-запада на северо-восток. Застройка деревянная, усадебного типа.

## История
Основан в начале XX века переселенцами из соседних деревень. Наиболее активная застройка приходится на 1920-е годы. В 1931 году жители вступили в колхоз. 43 жителя погибли на фронтах Великой Отечественной войны. Согласно переписи 1959 года в составе совхоза «Стреличево» (центр — деревня Стреличево).

## Население

### Численность
2021 год — 3 жителя, 1 хозяйство

### Динамика
- 1930 год — 309 жителей, 59 дворов
- 1959 год — 406 жителей (согласно переписи)
- 2004 год — 8 жителей, 5 хозяйств
- 2021 год  — 3 жителя, 1 хозяйство